# Antonio de Vaudémont

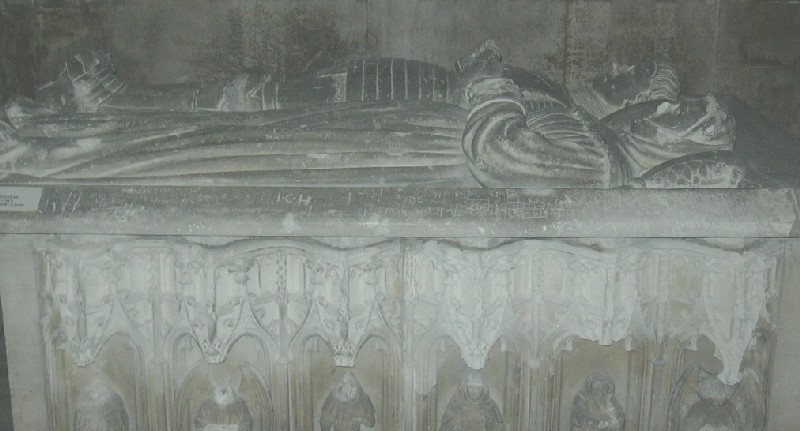
Tumba de Antonio de Vaudémont.

Antonio de Vaudémont (c. 1400 - 22 de marzo de 1458) fue Conde de Vaudémont y Señor de Joinville desde 1418 hasta 1458. Por matrimonio, era también Conde de Aumale y barón de Elbeuf 1452-1458.

## Vida
Él era el hijo de Federico I de Vaudémont y Margarita de Joinville. Su tío Carlos II de Lorena solo tenía hijas. Antonio no ocultó su deseo de heredar el Ducado de Lorena, y se peleó con Carlos. Carlos atacó a Antonio, pero Antonio tenía a Felipe el Bueno de Borgoña como aliado.
Después de que Carlos II murió en 1431, Antonio atacó al nuevo duque, Renato de Anjou, derrotándolo y capturándolo en la Batalla de Bulgnéville, el 1 de julio de 1431. Una década de negociaciones seguidas, ya que Segismundo, emperador del Sacro Imperio Romano no estaba dispuesto a reconocer como duque a Antonio, pronunciándose por Renato en 1434.
En última instancia, Antonio renunció a su reclamación por el ducado de Lorena, por el tratado del 27 de marzo de 1441. A cambio, el condado de Vaudémont de Antonio,fue reconocido como independiente, y su hijo Federico se comprometió con la hija del duque, Yolanda de Lorena. La consecuencia dinástica fue que, el nieto de Antonio se convirtió en duque. Antonio también participó en varios conflictos armados locales.

## Matrimonio e hijos
Se casó con María de Harcourt (1398-1476), el 12 de agosto de 1416. Ella fue condesa de Harcourt y de Aumale y baronesa de Elbeuf. Su padre era Juan VII de Harcourt y su madre María de Alençon. Sus hijos fueron:
- Federico II de Vaudémont (1428-1470), conde de Vaudémont y señor de Joinville.
- Juan de Harcourt (fallecido en 1473), conde de Aumale y barón de Elbeuf.
- Enrique de Lorena-Vaudémont (muerto en 1505), obispo de Thérouanne (1447-1484), a continuación, obispo de Metz (1484-1505).
- María (muerta en 1455), se casó en 1450 con Alano IX de Rohan (muerto 1462).
- Margarita de Lorena, Dama d'Aerschot y de Bierbeke (muerto antes de 1474), casada en 1432 Antonio I de Croy.